# Syspira
Genre
Syspira est un genre d'araignées aranéomorphes de la famille des Miturgidae.

## Distribution
Les espèces de ce genre se rencontrent en République dominicaine, au Mexique et aux États-Unis.

## Liste des espèces
Selon World Spider Catalog (version 21.5, 04/01/2021) :
- Syspira agujas Brescovit, Sánchez-Ruiz & Bonaldo, 2018
- Syspira alayoni Sánchez-Ruiz, de los Santos, Brescovit & Bonaldo, 2020
- Syspira analytica Chamberlin, 1924
- Syspira armasi Sánchez-Ruiz, de los Santos, Brescovit & Bonaldo, 2020
- Syspira barbacoa Sánchez-Ruiz, de los Santos, Brescovit & Bonaldo, 2020
- Syspira bryantae Sánchez-Ruiz, de los Santos, Brescovit & Bonaldo, 2020
- Syspira cimitarra Brescovit, Sánchez-Ruiz & Bonaldo, 2018
- Syspira eclectica Chamberlin, 1924
- Syspira jimmyi Brescovit, Sánchez-Ruiz & Bonaldo, 2018
- Syspira longipes Simon, 1895
- Syspira medialuna Brescovit, Sánchez-Ruiz & Bonaldo, 2018
- Syspira monticola (Bryant, 1948)
- Syspira pallida Banks, 1904
- Syspira synthetica Chamberlin, 1924
- Syspira tigrina Simon, 1895

## Publication originale
- Simon, 1895 : « Descriptions de quelques arachnides de Basse-Californie faisant partie des collections du Dr Geo. Marx. » Bulletin de la Société Zoologique de France, vol. 20, p. 134-137 (texte intégral).